# Cèl·lula neuroendocrina
Les cèl·lules neuroendocrines són cèl·lules que reben aportació neuronal (neurotransmissors alliberats per cèl·lules nervioses o cèl·lules neurosecretores) i, a conseqüència d'aquesta entrada, alliberen molècules missatgeres (hormones) a la sang. D'aquesta manera provoquen una integració entre el sistema nerviós i el sistema endocrí, un procés conegut com a integració neuroendocrina. Un exemple de cèl·lula neuroendocrina és una cèl·lula de la medul·la suprarenal (part més interna de la glàndula suprarenal), que allibera adrenalina a la sang. Les cèl·lules medul·lars suprarenals estan controlades per la divisió simpàtica del sistema nerviós autònom. Aquestes cèl·lules són neurones postganglionars modificades. Les fibres nervioses autònomes hi condueixen directament des del sistema nerviós central. Les hormones medul·lars suprarenals es mantenen en les vesícules de la mateixa manera que els neurotransmissors es mantenen en les vesícules neuronals. Els efectes hormonals poden durar fins a deu vegades més que els dels neurotransmissors. Els impulsos de fibres nervioses simpàtiques estimulen l'alliberament d'hormones medul·lars suprarenals. D'aquesta manera, la divisió simpàtica del sistema nerviós autònom i les secrecions medul·lars funcionen conjuntament.
El centre principal d'integració neuroendocrina al cos es troba a l'hipotàlem i a la hipòfisi. Algunes d'aquestes hormones (les alliberadores) alliberades en l'eminència hipotàlàmica mitjana, controlen la secreció d'hormones hipofisiàries, mentre que d'altres (com, per exemple, les hormones oxitocina i vasopressina) s'alliberen directament a la sang.
Les cèl·lules APUD es consideren part del sistema neuroendocrí i comparteixen moltes propietats de tinció amb les cèl·lules neuroendocrines.

## Principals sistemes neuroendocrins
- Eix hipotalàmic-hipofisiari-suprarenal[1]
- Eix hipotalàmic-hipofisiari-tiroidal[1]
- Eix hipotalàmic-hipofisiari-gonadal[1]
- Sistema hipotalàmic-neurohipofisari[1]